# Gand-Wevelgem 1977
La Gand-Wevelgem 1977, trentanovesima edizione della corsa, si svolse il 19 aprile su un percorso di 277 km, con partenza a Gand e arrivo a Wevelgem. Fu vinta dal francese Bernard Hinault della Gitane-Campagnolo davanti all'italiano Vittorio Algeri e all'olandese Piet van Katwijk.

## Ordine d'arrivo (Top 10)
| Pos. | Corridore        | Squadra                | Tempo    |
| ---- | ---------------- | ---------------------- | -------- |
| 1    | Bernard Hinault  | Gitane-Campagnolo      | 6h43'00" |
| 2    | Vittorio Algeri  | GBC                    | a 1'24"  |
| 3    | Piet van Katwijk | Ti-Raleigh             | a 1'58"  |
| 4    | Walter Godefroot | Ijsboerke-Colnago      | s.t.     |
| 5    | Willy Teirlinck  | Gitane-Campagnolo      | s.t.     |
| 6    | André Dierickx   | Maes Pils-Mini-Flat    | s.t.     |
| 7    | Patrick Beon     | Peugeot-Esso-Michelin  | a 2'00"  |
| 8    | Ludo Peeters     | Ijsboerke-Colnago      | a 3'00"  |
| 9    | Pierino Gavazzi  | Jollj Ceramica         | a 3'50"  |
| 10   | Jan Raas         | Frisol-Thirion-Gazelle | s.t.     |